# Transport maritime en Iran
Pour importer et exporter des marchandises par la voie maritime, l'Iran possède 21 principaux ports de commerce et dispose d'une flotte de navires regroupée au sein de la société publique Islamic Republic of Iran Shipping Lines (IRISL Group) (en persan : کشتيرانی جمهوری اسلامی ايرﺍﻥ, Keshtirāni-ye jomhouri eslami-e Irān).
Les ports de commerce du pays ont permis l'import et l'export de 139,65 millions de tonnes de marchandises durant l'année iranienne 2019-2020, dont 95,48 millions de tonnes de produits non pétroliers.

## Ports de commerce

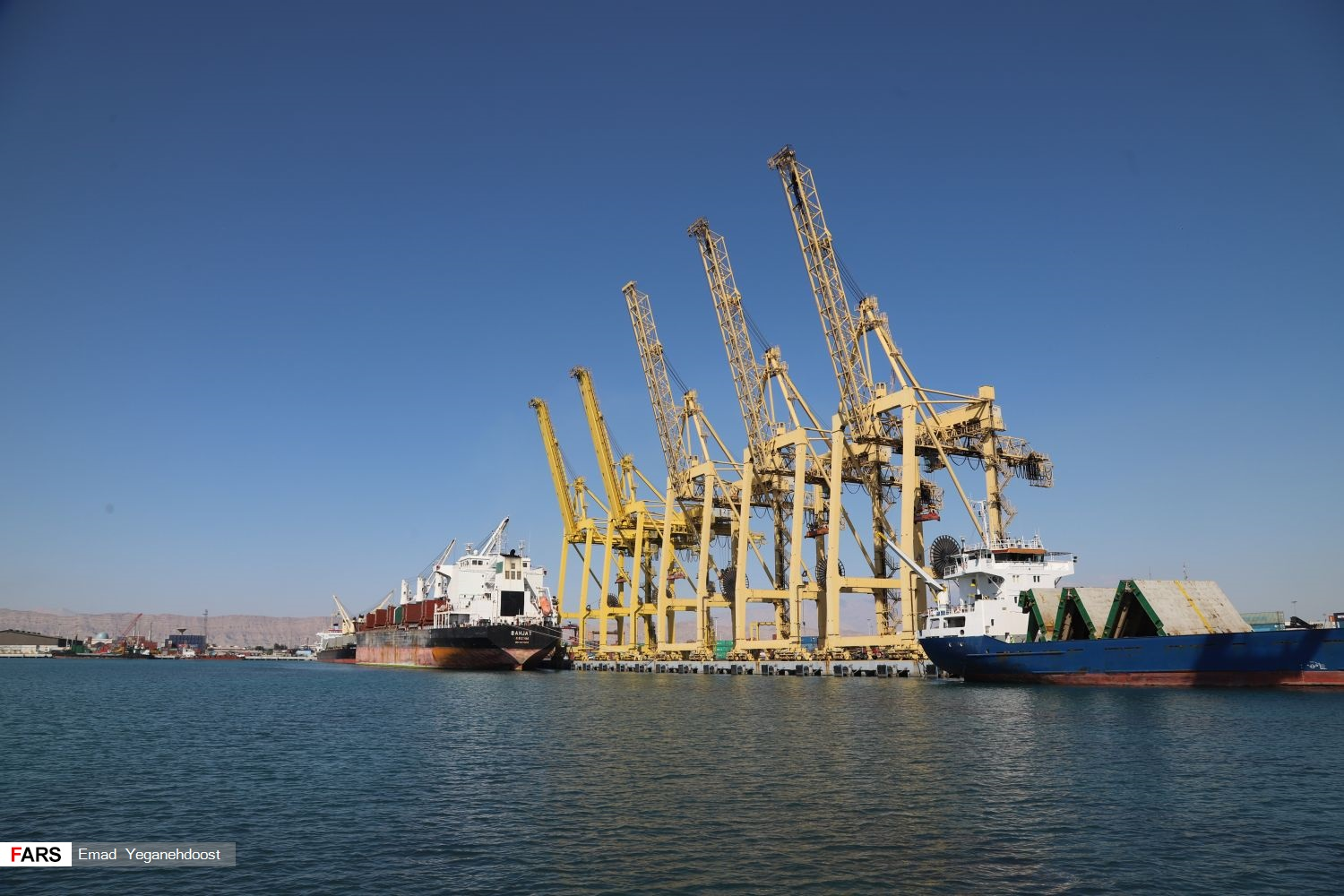
Vue du port de Shahid Rajaï.

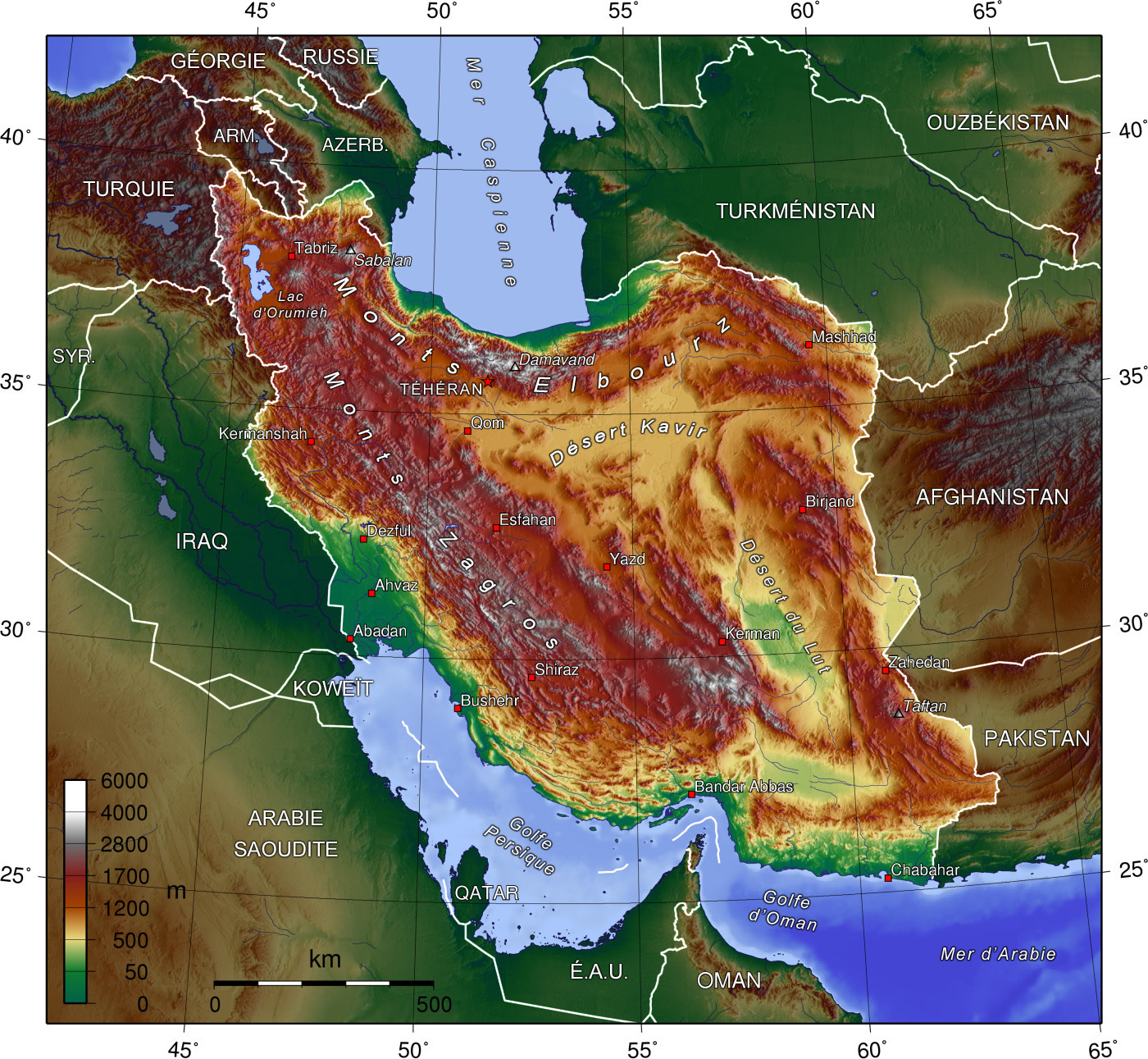
Situation maritime de l'Iran.

Le port de Shahid Rajaï est le principal port de conteneurs d'Iran. Il représente environ 85 % du trafic conteneurs.
En 2025, une explosion s'y produit. L'onde sonore se propage sur 50 kilomètres.

### Ports sur le golfe Persique
- Abadan
- Abbas
- Arvandkenar
- Bouchehr
- Charak
- Chavibdeh
- Dayyer
- Imam Khomeini
- Genaveh
- Khorramchahr
- Lengeh

### Ports à l'embouchure du détroit d'Ormuz
- Shahid Rajaee
- Shahid Bahonar
- Tiab
- Qechm

### Ports sur la mer d'Oman
- Jask
- Tchabahar

### Ports sur la mer Caspienne
- Amirabad
- Anzali
- Astara
- Fereydounkenar
- Noshahr

## Flotte maritime de commerce
La flotte maritime de la Islamic Republic of Iran Shipping Lines (IRISL Group) comprend  115 vaisseaux de haute mer pour une jauge brute totale de 3,3 millions de tonneaux. La structure de la flotte se décline en 87 vaisseaux de haute mer appartenant à l'IRISL et 28 types différents de navires sous pavillon de filiales, dont le Khazar Shipping, Valfajr et les sociétés Iran-India Shipping. La flotte emploie 6 000 personnes de nationalité iranienne, personnel à terre compris, qui travaillent sous le pavillon de la République Islamique d'Iran dans la mer Caspienne, le golfe Persique, les eaux internationales et différents ports du monde entier.

### Histoire

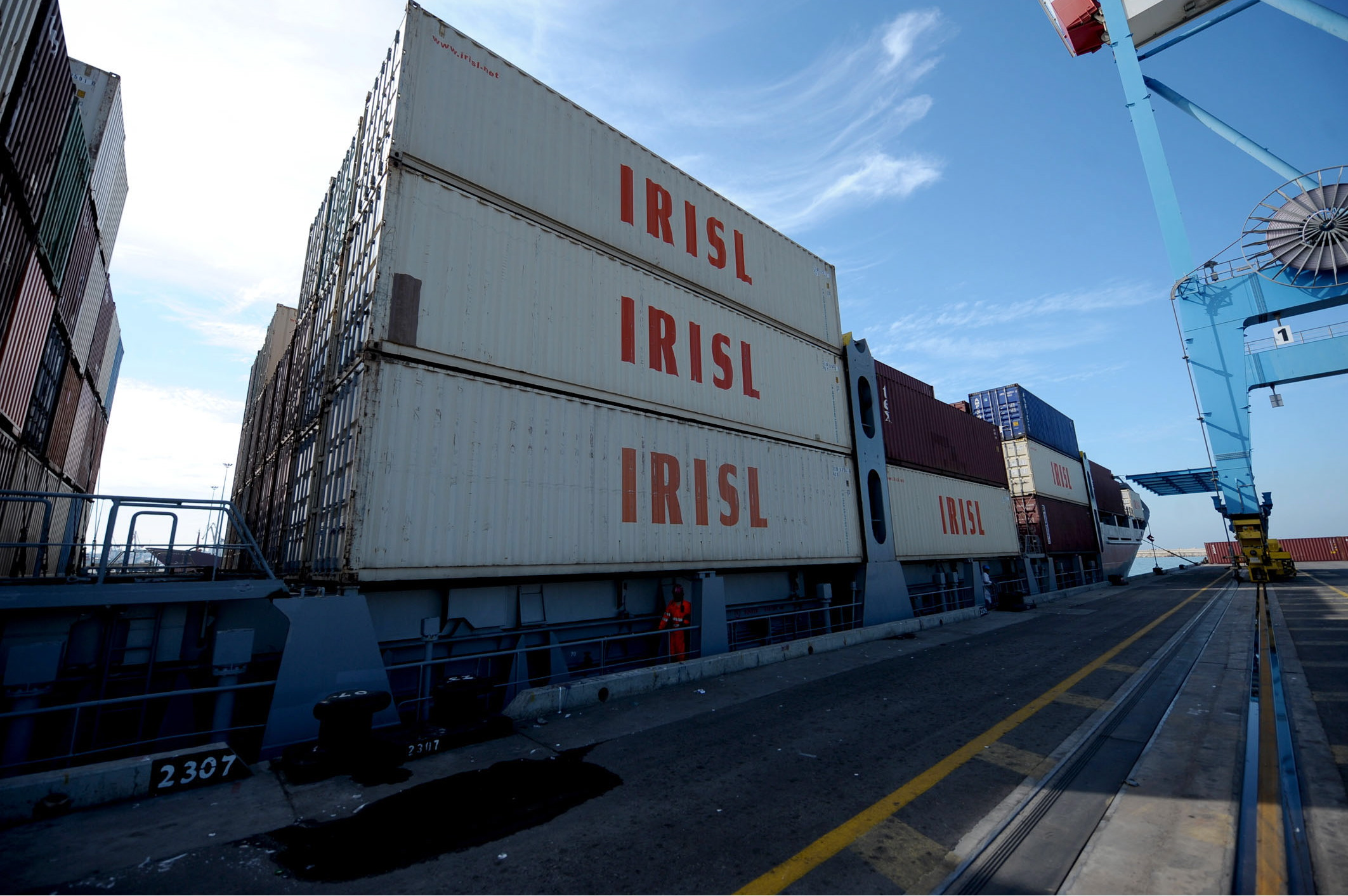
Conteneurs IRISL en Israël, port d'Ashdod.

L'IRISL commença son activité en 1967 sous le nom d'Aria Shipping avec 2 petits bâtiments de 1000 et 1500 tonneaux dans le golfe Persique et 4 navires de haute mer nommés Aria Sep, Aria Far, Aria Naz et Aria Gam, d'une jauge brute totale de 61252 tonneaux mis en service entre le golfe Persique, l'Asie et l'Amérique. À la fin de l'année 1978, la flotte de l'Aria Shipping comptait 42 navires (525 tonneaux au total), mettant ainsi en évidence l'augmentation du volume de marchandises transportées par la société et son rôle indiscutable dans l'économie iranienne.
Après la révolution islamique et le changement d'orientation économique et politique qui s'ensuivit, les autorités renommèrent l'Aria Shipping en Islamic Republic of Iran Shipping Lines (IRISL) et placèrent la société sous la tutelle du ministère du commerce.
L'IRISL fait l'objet de sévères sanctions des États-Unis. Toutes entreprises traitant avec elle s'exposent à leur tour à des représailles américaines. Elle est, en 2020, la quinzième plus grande entreprise du secteur au monde en termes de fret transporté.
Le port de Shahid Rajaei, situé sur le détroit d'Ormuz, fait l'objet en mai 2020 d'une cyberattaque israélienne.